# Dissostichus

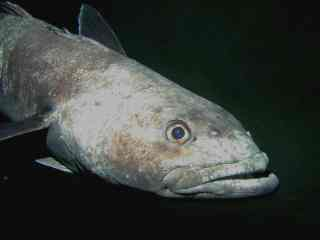
Dissostichus mawsoni

Dissostichus és un gènere de peixos pertanyent a la família dels nototènids.

## Descripció
- Es diferencia d'altres nototènids per la major grandària del cos i la boca, les dents semblants a ullals i les escates molt petites.
- La nototènia negra (Dissostichus eleginoides) pot assolir 193 cm de llargària total i pesar fins a 70 kg.[2]

## Alimentació i depredadors
Mengen peixos i calamars i són depredats per la foca de Weddell (Leptonychotes weddellii) i el catxalot (Physeter macrocephalus).

## Hàbitat i distribució geogràfica
Poden viure fins als 800 m de fondària i es troben des del sud de Xile fins a la Patagònia argentina; les illes Malvines, Macquarie i Geòrgia del Sud; l'oceà Antàrtic (incloent-hi les illes subantàrtiques) i les elevacions submarines de l'Índic sud.

## Taxonomia
- Nototènia negra (Dissostichus eleginoides) (Smitt, 1898)[8][9]
- Dissostichus mawsoni (Norman, 1937)[10][11][12][13][14][15][16][17]

## Ús comercial
Dissostichus mawsoni té un gran valor comercial: la seua carn és molt saborosa i té un contingut en greix de fins a un 30% del seu pes total en cru.